# Gazzetta di Parma
La Gazzetta di Parma es un periódico diario publicado en Parma (Italia). Es uno de los diarios más antiguos del país, fundado en 1735.  

## Historia
La Gazzetta di Parma se fundó como periódico semanal en 1735.   Cesare Zavattini inició su carrera en el periódico.  Entre los periodistas e intelectuales más destacados que aparecieron en sus prensas destacan Giovannino Guareschi,  Giuseppe Verdi, Arturo Toscanini, Alberto Bevilacqua, Luca Goldoni  y Leonardo Sciascia .  El diario se centra en las noticias locales relacionadas con Parma. 
La tirada de la Gazzetta di Parma fue de 43.000 ejemplares en 2007. 